# Den amerikanske soldaten
Den amerikanske soldaten (originaltitel:  Der amerikanische Soldat) är en västtysk dramafilm från 1970 är den tredje gangsterfilmen i regi av Rainer Werner Fassbinder. Och kanske den mest utstuderade. Den handlar om Ricky (Karl Scheydt), som är en seriemördare anställd av ett litet syndikat. Efter ett misstag från Rickys sida blir han en levande måltavla. Med en fem minuter märklig slutscen filmad i slowmotion.

## Medverkande (urval)
- Karl Scheydt – Ricky
- Elga Sorbas – Rosa
- Jan George – Jan
- Hark Bohm – Doc
- Marius Aicher – Polis
- Margarethe von Trotta – Städerska
- Ulli Lommel – Zigenare
- Katrin Schaake – Magdalena Fuller
- Ingrid Caven – Sångerska
- Eva Ingeborg Scholz – Rickys mamma
- Kurt Raab – Rickys bror
- Irm Hermann – Prostituerad
- Gustl Datz – Polischef
- Rainer Werner Fassbinder – Franz Walsch